# Oecetis yukii
Oecetis yukii är en nattsländeart som beskrevs av Tsuda 1942. Oecetis yukii ingår i släktet Oecetis och familjen långhornssländor. Inga underarter finns listade i Catalogue of Life.